# Old Ways
Old Ways es el decimoquinto álbum de estudio del músico canadiense Neil Young, publicado por la compañía discográfica Reprise Records en agosto de 1985.
En diversas entrevistas, Young ha hecho referencia al álbum con el nombre de Old Ways II, debido a que había planeado originariamente publicar un álbum de música country titulado Old Ways en 1983. Sin embargo, Geffen Records se opuso a ello, pidiendo a Young un álbum de rock 'n roll que vio la luz bajo el título de Everybody's Rockin'. Old Ways debería haber contenido temas inéditos como «Deppresion Blues», finalmente publicado en el álbum recopilatorio Lucky Thirteen.
Entre 1984 y 1985, Young salió de gira con The International Harvesters, un grupo de country que incluyó a músicos como Ben Keith, Anthony Crawford y Rufus Thibodeaux y durante la cual estrenó canciones de Old Ways. En 2011, el músico publicó A Treasure, un álbum en directo que documenta la gira.

## Lista de canciones
Todas las canciones escritas y compuestas por Neil Young excepto donde se anota. 
| Cara A |                                   |                            |          |  |
| N.º    | Título                            | Escritor(es)               | Duración |  |
| 1.     | «The Wayward Wind»                | Herb Newman, Stan Lebowsky | 3:12     |  |
| 2.     | «Get Back to the Country»         |                            | 2:50     |  |
| 3.     | «Are There Any More Real Cowboys» |                            | 3:03     |  |
| 4.     | «Once an Angel»                   |                            | 3:55     |  |
| 5.     | «Misfits»                         |                            | 5:07     |  |

| Cara B |                                 |          |  |
| N.º    | Título                          | Duración |  |
| 1.     | «California Sunset»             | 2:56     |  |
| 2.     | «Old Ways»                      | 3:08     |  |
| 3.     | «My Boy»                        | 3:37     |  |
| 4.     | «Bound for Glory»               | 5:48     |  |
| 5.     | «Where is the Highway Tonight?» | 3:02     |  |

## Personal
- Neil Young: guitarra, banjo, armónica y voz
- Waylon Jennings: guitarra y coros
- Willie Nelson: guitarra y coros
- Rufus Thibodeaux: violín
- Ben Keith: pedal steel guitar y dobro
- Tim Drummond: bajo
- Karl Himmel: batería
- Joe Allen: bajo y contrabajo
- Ralph Mooney: pedal steel guitar
- Hargus "Pig" Robbins: piano
- Gordon Terry: violín
- Joe Osborn: bajo
- Anthony Crawford: mandolina y coros
- Terry McMillan: armónica
- Béla Fleck: banjo
- Bobby Thompson: banjo
- David Kirby: guitarra
- Grant Boatwright: guitarra
- Johnny Christopher: guitarra
- Ray Edenton: guitarra
- Gove Scrivenor: autoarpa
- Farrell Morris: percusión
- Marty Stuart: mandolina
- Carl Gorodetzky: violín
- Spooner Oldham: piano
- Larry Byrom: coros
- Rick Palombi: coros
- Doana Cooper: coros
- Denise Draper: coros
- Gail Davies: coros
- Betsy Hammer: coros
- Pam Rose: coros
- Janis Oliver-Gill: coros
- Mary Ann Kennedy: coros
- Kristine Oliver-Arnold: coros
- Leona Williams: coros
- Carl Gorodetsky, George Binkley, John Borg, Roy Christensen, Virginia Christensen, Charles Everett, Larry Harvin, Mark Hembree, Lee Larrison, Betty McDonald, Dennis Molchan, Pamela Sixfin, Mark Tanner, David Vanderkooi, Gary Vanosdale, Carol Walker, Stephanie Woolf: sección de cuerdas

## Posición en listas
| País           | Lista                    | Posición |
| -------------- | ------------------------ | -------- |
| Canadá         | Canadian Albums Chart    | 31       |
| Estados Unidos | Billboard 200            | 75       |
| Estados Unidos | Top Country Albums       | 24       |
| Nueva Zelanda  | New Zealand Albums Chart | 29       |
| Reino Unido    | UK Albums Chart          | 39       |
| Países Bajos   | Mega Album Top 100       | 25       |
| Suecia         | Albums Top 60            | 13       |

| Sencillo                  | Lista                  | Posición |
| ------------------------- | ---------------------- | -------- |
| «Get Back to the Country» | Mainstream Rock Tracks | 32       |
| «Old Ways»                | Mainstream Rock Tracks | 32       |